# Sambalada
Sambalada foi um termo depreciativo por cunhado por críticos musicais do Brasil para designar uma nuance de andamento mais lento do samba-canção, influenciado pelo estilo das baladas estrangeiras lançadas no mercado musical do país no pós-guerra.